# Podmornice klase Yushio
Klasa Yushio je klasa japanskih dizel-električnih ophodnih podmornica. Klasa je nasljednik podmornica klase Uzushio. Klasu čini 10 podmornica izgrađenih od 1976. do 1989. godine. Zadnja operativna podmornica povučena su iz operativne uporabe 2008. godine. Klasu Yushio su naslijedile podmornice klase Harushio.
Nazivi podmornica:
- Projekt S122
  - SS-573 Yūshio
  - SS-574 Mochishio
  - SS-575 Setoshio
  - SS-576 Okishio

- Projekt S123
  - SS-577 Nadashio
  - SS-578 Hamashio
  - SS-579 Akishio
  - SS-580 Takeshio
  - SS-581 Yukishio
  - SS-582 Sachishio

## Vanjske poveznice
- Globalsecurity.org - klasa Yushio